# کرودن
کرودن (به آلمانی: Krüden) یک منطقهٔ مسکونی در آلمان است که در الاند، سکسونی-انهالت واقع شده‌است. کرودن  ۶۹۶ نفر جمعیت دارد.